# Pseudogaurotina abdominalis
Pseudogaurotina abdominalis là một họ bọ Cánh cứng trong phân họ Lepturinae, họ bọ cánh cứng sừng dài. Loài này phân bố ở Hoa Kỳ, và the Canada.